# Braojos de la Sierra
Braojos de la Sierra è un comune spagnolo di 182 abitanti situato nella comunità autonoma di Madrid.

## Storia

### Simboli
Lo stemma e la bandiera comunali sono stati approvati il 30 giugno 1994.
(Boletín Oficial del Estado nº 178 del 27 luglio 1994)